# Yuko Shimizu
Yuko Shimizu (清水 侑子, Shimizu Yūko; nacida el 1 de noviembre 1946) es una diseñadora japonesa, reconocida como la creadora de Hello Kitty.

## Primeros años
Shimizu nació en Kioto, Japón , el 1 de noviembre de 1946. Asistió a la Universidad de Arte Musashino y se unió a Sanrio después de graduarse.

## Carrera

### Hello Kitty
En 1974, Shimizu creó el diseño original de Hello Kitty, cuya fecha de nacimiento ficticia es el 1 de noviembre, la misma que la de Shimizu. Hello Kitty es el personaje más exitoso y conocido de Sanrio. Shimizu basó su nombre en la gatita (en inglés: kitty) negra de Alicia en A través del espejo. Hello Kitty fue diseñada como un símbolo kawaii (adorable) para su uso en productos. En 1975, el diseño debutó en Japón con su imagen en un monedero.
Sanrio ha dicho que Hello Kitty no tiene boca porque "habla desde el corazón" y que es "la embajadora de Sanrio en el mundo que no está atada a un idioma determinado".

### En Sanrio
En 1973, Shimizu diseñó el primer personaje original de Sanrio, Coro Chan, un oso. Antes de diseñar Hello Kitty, Shimizu también hizo diseños de frutas para Sanrio. Otros personajes diseñados por Shimizu para Sanrio incluyen a Bunny & Matty (バニー＆マッティ), un conejo y un ratón, y Yachiyo Charmer (八千代チャーマー), una niña que usa un kimono, todos de 1974.

### Después de Sanrio
Shimizu dejó Sanrio en 1976 para casarse. Desde entonces, trabaja como diseñadora independiente. No ganó mucho dinero con Hello Kitty.
Otros personajes que ha creado incluyen a Angel Cat Sugar y Rebecca Bonbon. También ha publicado algunos libros ilustrados.